# Фриденскирхе (Людвигсбург)
Фриденскирхе (нем. Friedenskirche Ludwigsburg) — протестантская церковь, расположенная в центре баден-вюртембергского города Людвигсбург; нео-барочное здание было построено в 1900—1903 годах по проекту архитектора Фридриха фон Тирша. Является городским памятником архитектуры.

## История и описание
Протестантская Фриденскирхе («церковь мира») расположена в центре баден-вюртембергского города Людвигсбург. Необарочное здание храма было построено в период с 27 декабря 1900 года по 31 марта 1903 года по проекту мюнхенского архитектора Фридриха фон Тирша как гарнизонная церковь: на потолке здания, на высоте около 20 м над полом, имеется обширная фреска; башня-колокольня, примыкающая к главному корпусу с восточной стороны, имеет высоту более 66 м. Церковь на площади Карлсплатц рассчитывалась исходя из одной тысячи прихожан, поскольку старая гарнизонная церковь, располагавшаяся на восточная стороне рынка, стала слишком тесной для солдат-протестантов из городского гарнизона.
Динамические нагрузки на песчаник, из которого был сложен храм — от церковного звона и расположенной рядом «оживленной» улицы Штутгартер-штрассе — привели к тому, что в конце 1980-х годов потребовалась комплексная реконструкция колокольни. В 2010 году потребовались новые работы по восстановлению и укреплению башни-колокольни. Звон колоколов прекратили в 2010 году из опасений за сохранность всей конструкции; ремонт предполагалось завершить в 2011, но непредвиденные работы затянули его до 1 июля 2012 года. Приходу была оказана финансовая поддержка со стороны городских властей, поскольку общая стоимость реконструкции составила около 1,31 миллиона евро. Орган храма был создан в 1903 году и обновлен в 1957; в 1993—1998 годах инструмент был обновлён и отреставрирован фирмой-производителем. Сегодня на колокольне Фриденскирхе размещены четыре бронзовых колокола.